# Nikole Mitchell
Nikole Mitchell (5 giugno 1974) è un'ex velocista giamaicana, che vinse la medaglia di bronzo alle Olimpiadi di Atlanta 1996 nella 4x100 m.
Il suo record personale sui 100 è 11"18, stabilito a Kingston nel luglio 1993.

## Risultati
| Anno | Competizione    | Luogo     | Risultato | Extra     |
| ---- | --------------- | --------- | --------- | --------- |
| 1990 | Mondiali junior | Plovdiv   | 2a        | 100 m     |
| 1992 | Mondiali junior | Seul      | 1a        | 100 m     |
| 1993 | Mondiali        | Stoccarda | 3a        | 4 x 100 m |
| 1993 | Mondiali        | Stoccarda | 7a        | 100 m     |
| 1996 | Olimpiadi       | Atlanta   | 3a        | 4 x 100 m |